# ゲイフレンドリー
ゲイフレンドリー（Gay-friendly）またはLGBTフレンドリー（LGBT-friendly）とは、ゲイ（およびLGBTに含まれる人々全て）に対して開かれ、また温かく迎え入れる状態にあることを意味する言葉。主に都市や国といった場所、政策、人々や団体などが彼らへの支援や繋がりの構築をしたり、彼らを含む人々全てへの敬意や平等性・偏った判断の解消を行っている態度を表明するために使われる。

## 言葉の起源
この言葉は20世紀末の北米において、ゲイの人権向上における段階的な推進と、職場や学校におけるLGBTの人々の擁護政策の受容化における過程の副産物として生まれた。商業における明確な購買層としてゲイ・レズビアンを認知する意味にも使われる。

## 事例

### 都市におけるゲイフレンドリー
ゲイフレンドリーな都市として、サンフランシスコ、シドニー、メルボルン、テルアビブ、ブエノスアイレス、マンチェスター、ブライトン、ベルリンなどがある 。

### 企業におけるゲイフレンドリー
今日ではゲイフレンドリーを表明する多くのビジネス組織があり、多角的な雇用や顧客ベースを構築している。

#### 人材雇用の側面
アメリカの人権団体ヒューマン・ライツ・キャンペーン（Human Rights Campaign）はゲイ・レズビアンをはじめとした人々の社会的平等化を推進しており、LGBTの人々に対して理解のある企業のリストを公表している。ゲイフレンドリーな就労環境のある企業として公表された中にはデルやザ コカ・コーラ カンパニーがある。

#### マーケティングの側面
LGBTコミュニティは特定の製品やサービスの価格が高めでも、ゲイフレンドリーな企業を好む傾向があるとの調査結果がある。クルーズ会社のR・ファミリー・ヴァケーションズ（R Family Vacations）や下着ブランドのギンチゴンチ（Ginch Gonch）、旅行会社のエゴツアー（Egotour）などはゲイの顧客向けというニッチな市場へ向けた商品やサービスを提供している。The Gay-Friendly Sourceはゲイおよびゲイフレンドリーに関するニュースやイベント、企業や組織のリストを提供している。
Unicorn Bootyをはじめとしたやゲイフレンドリーな企業とゲイ消費者を繋ぐゲイ向けイエローページのようなサービスも多く存在している。